# Eugène Trutat

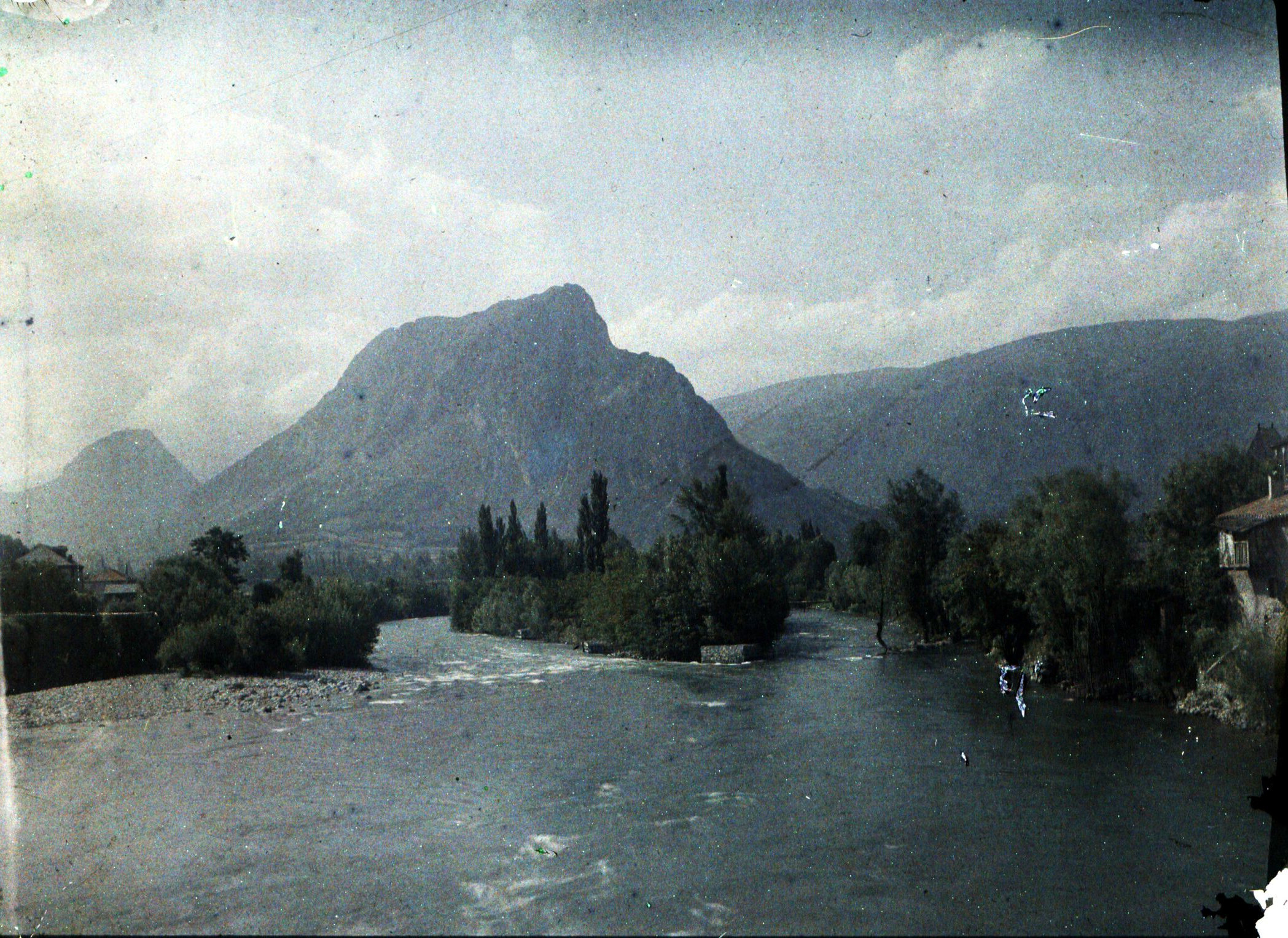
Montagne du Soudour, Tarascon, 1. ledna 1903

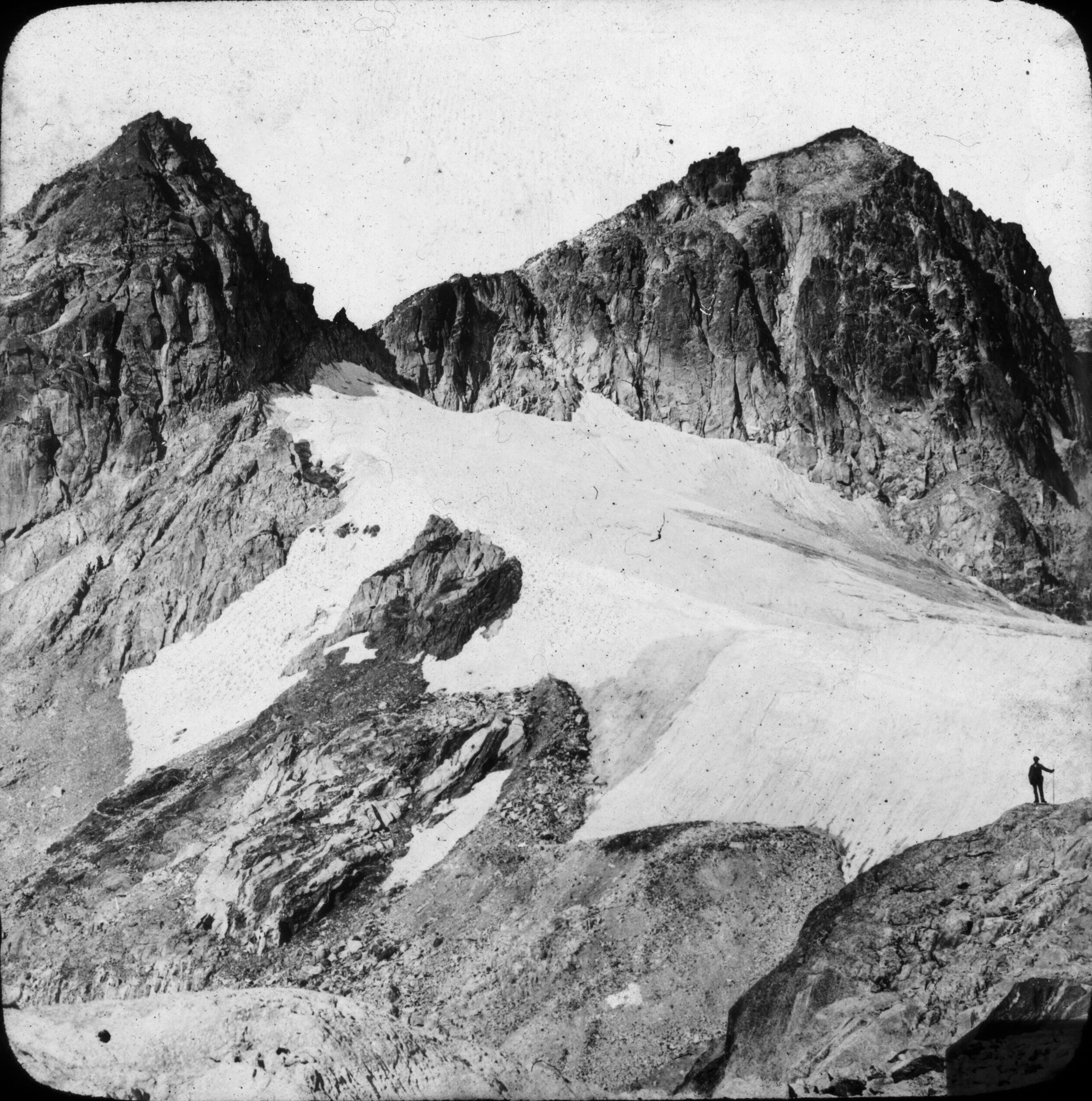
Velký ledovec, Port d'Oô, fotografie na skleněné desce, asi 1859–1910

Charles Louis Eugène Trutat (25. srpna 1840 Vernon, Eure – 6. srpna 1910 Foix, Ariège) byl francouzský fotograf, pyreneista, geolog a přírodovědec. Byl správcem Muzea historie přírody v Toulouse.

## Životopis
Aktivně se podílel na vědeckém výzkumu v Pyrenejích, hlavně v oblasti Luchonu a departementu Ariège. V roce 1859 začal fotografovat a pravidelně publikovat knihy na toto téma. Je autorem asi 15 000 fotografií, včetně autochromových barevných snímků.
Byl prezidentem společnosti Société photographique v Toulouse a členem klasifikační komise Monument historique ve stejném městě. Jeho současníkem byl amatérský fotograf Georges Ancely.
Společně s Mauricem Gourdonem (Aneto a Maladeta) vedl studie o ledovcích a měřil jejich zvětšování.
V roce 1876 založil s Charlesem Fabrem sekci Pyrénées centrales Francouzského klubu alpinistů.

## Dílo
Knihovna v Toulouse vlastní fond 5 000 fotografií na skleněných deskách, které pořídil v období 1870–1910 v Pyrenejích. Muséum national d'histoire naturelle má 15 000 desek vytvořených v období 1875-1910, včetně autochromů a fotografií z povodní v Toulouse v roce 1875.
Jeho fotografie pokrývají široké spektrum a jsou zdrojem informací o Pyrenejích z konce 19. století: krajiny, pozoruhodnosti, každodenní všednosti, horolezectví a výlety, stejně jako jeho přátelé Pyreneisté a průvodce Maurice Gourdon, Émile Belloc, Henri Beraldi, atd.
Henri Beraldi o něm řekl:
Trutat byl apoštol, tvůrce Pyreneistické konference, střízlivý a elegantní mistr ceremonií, jako profesor s dlouholetou praxí ve třídě před živým davem (u muzea Toulouse), přesto to byl on, kdo se řídil principem prezentací: méně mluvit a žádné úvodní úvahy, nespokojená veřejnost křičela „okamžitě sem s magickou laternou!“ A přesně to je fotografická prezentace: je to fotografie, která mluví tak málo, jak je to jen možné.

## Publikace
- La Photographie appliquée à l’archéologie, Paris, Gauthier-Villars, 1879
- Traité élémentaire du microscope, Paris, Gauthier-Villars, 1883
- La Photographie appliquée à l’histoire naturelle, 1884
- Les Papiers photographiques par développement,
- Une excursion à Montpellier-le-Vieux (Aveyron), Toulouse, imp. Durand, 1885
- Le Midi pittoresque, la Vallée de la Garonne, Limoges, Marc Barbou et Cie, 1894
- Les Pyrénées, Paris, librairie J.-B. Baillière, 1896
- La Photographie animée, 1899

## Galerie

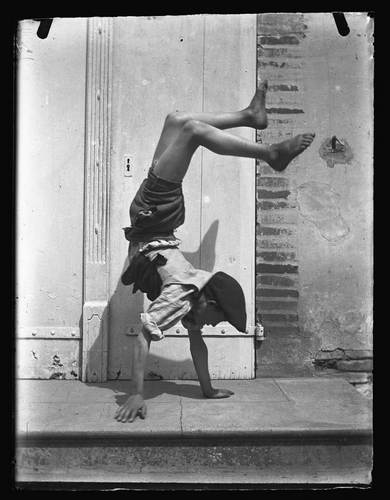
Le saut. Instantané
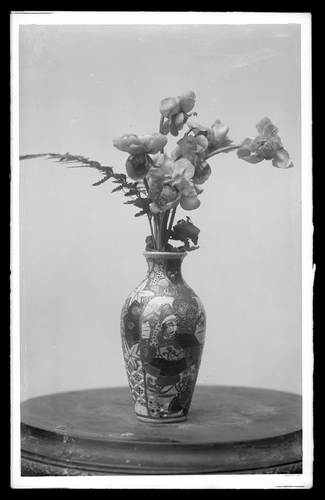
Zátiší s kyticí
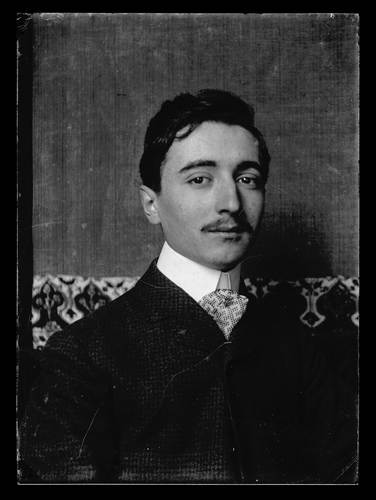
Portrét muže
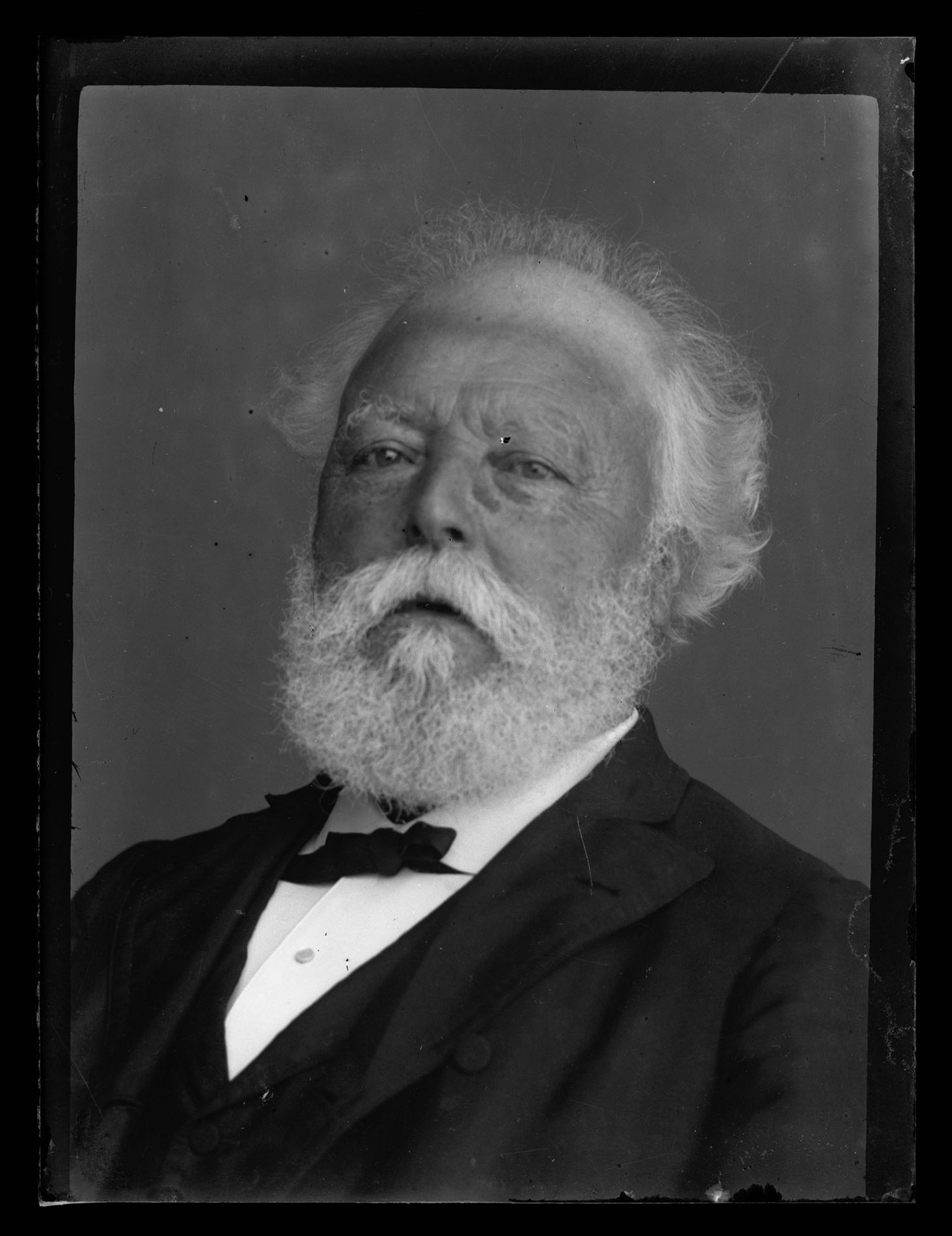
Timothée Rey
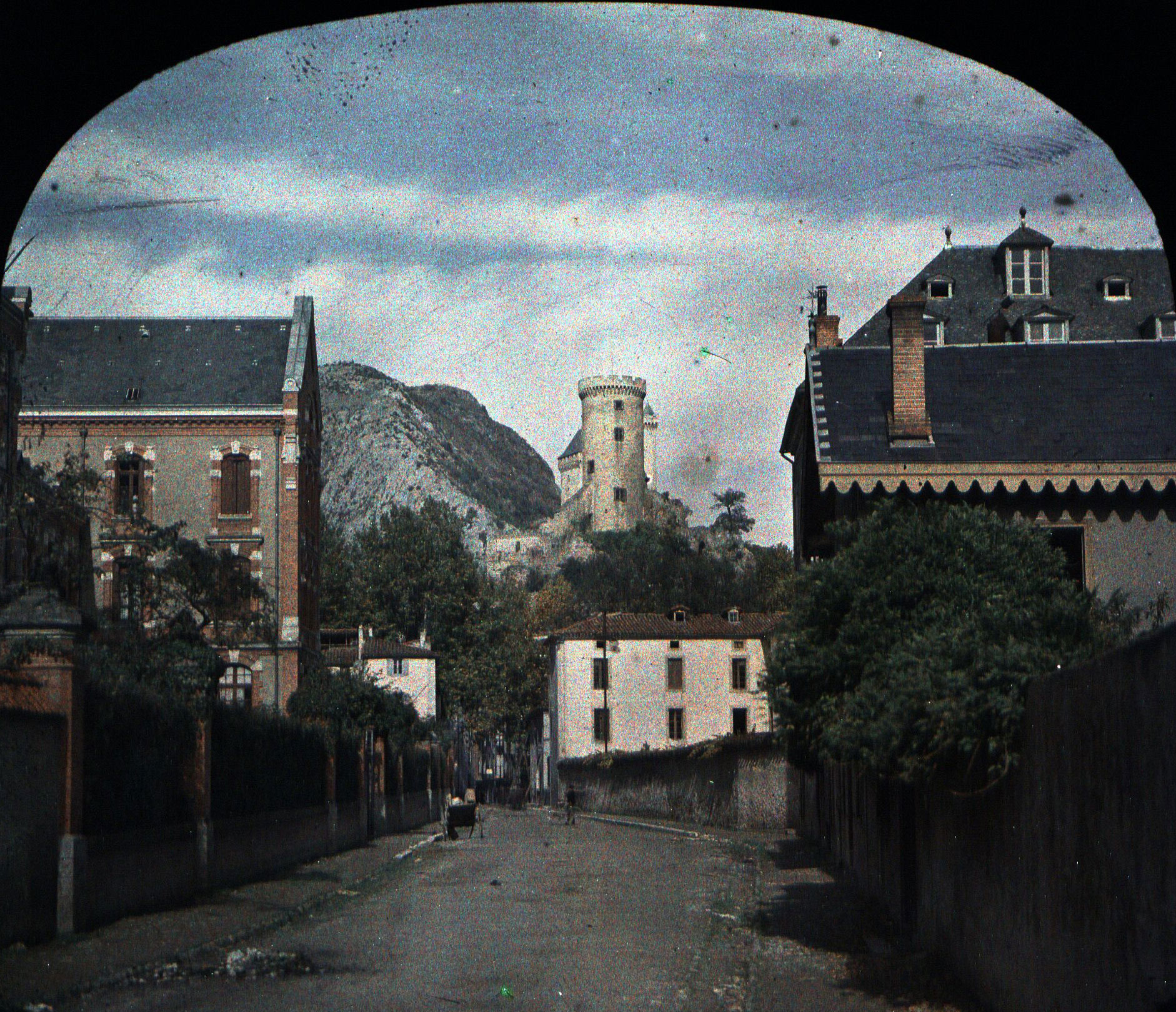
Vue sur le château de la rue du Lycée, Foix
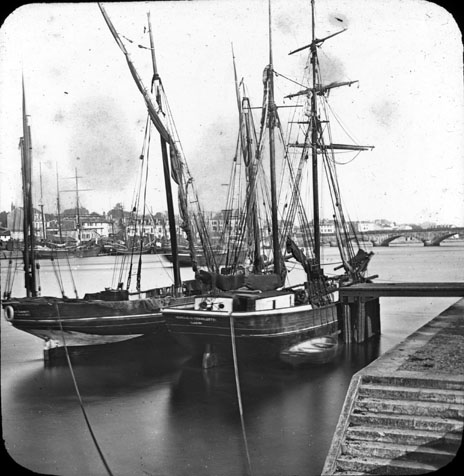
Vue sur l'Adour, Bayonne, Basse-Pyrénées
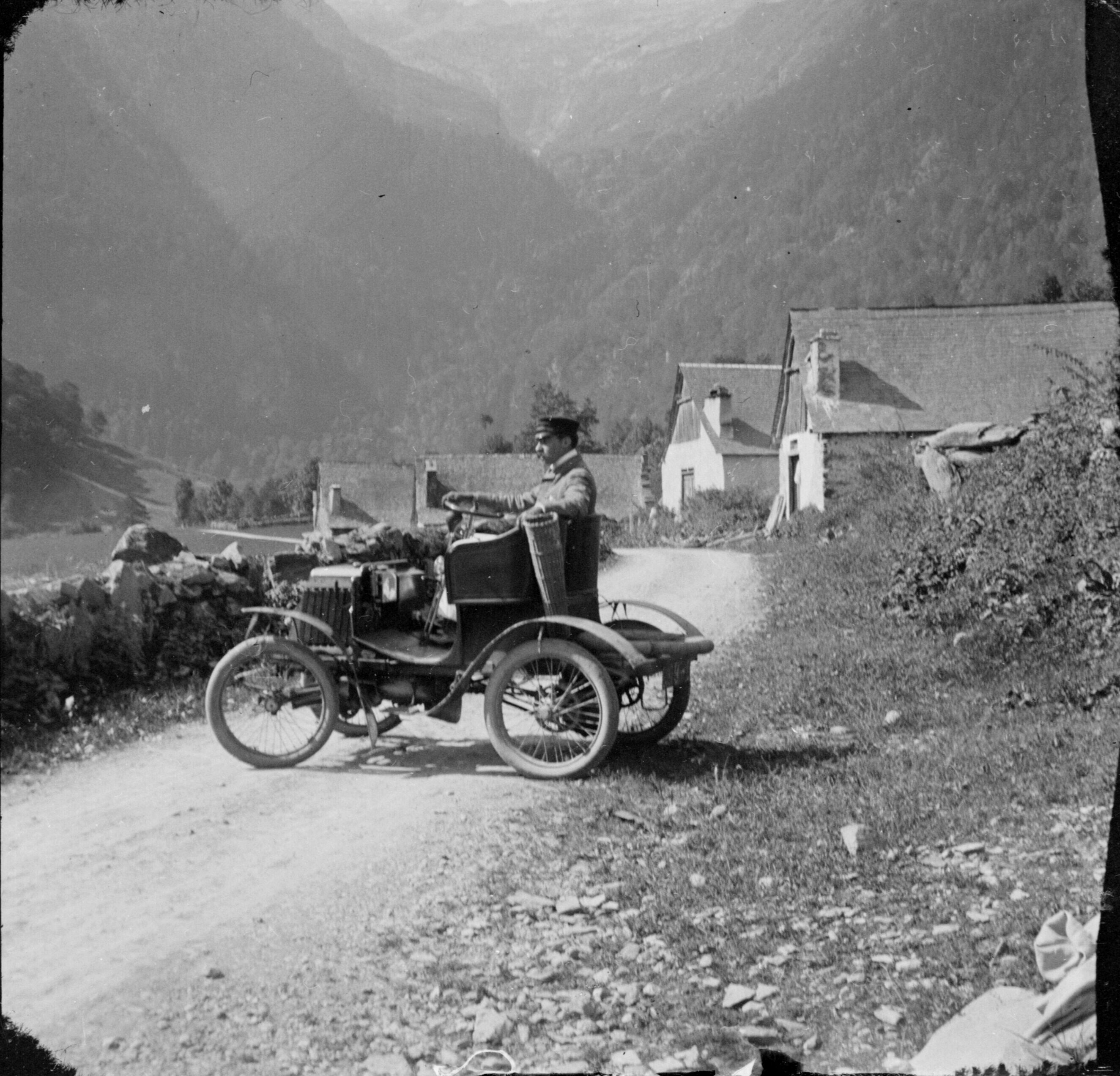
Voiture automobile, Luchon, 1904
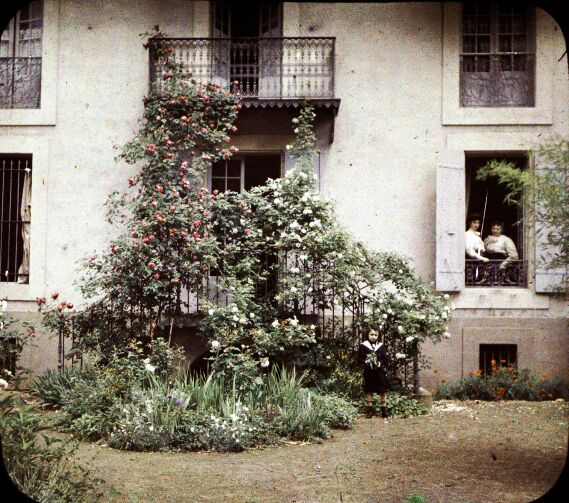
Balcon aux rosiers
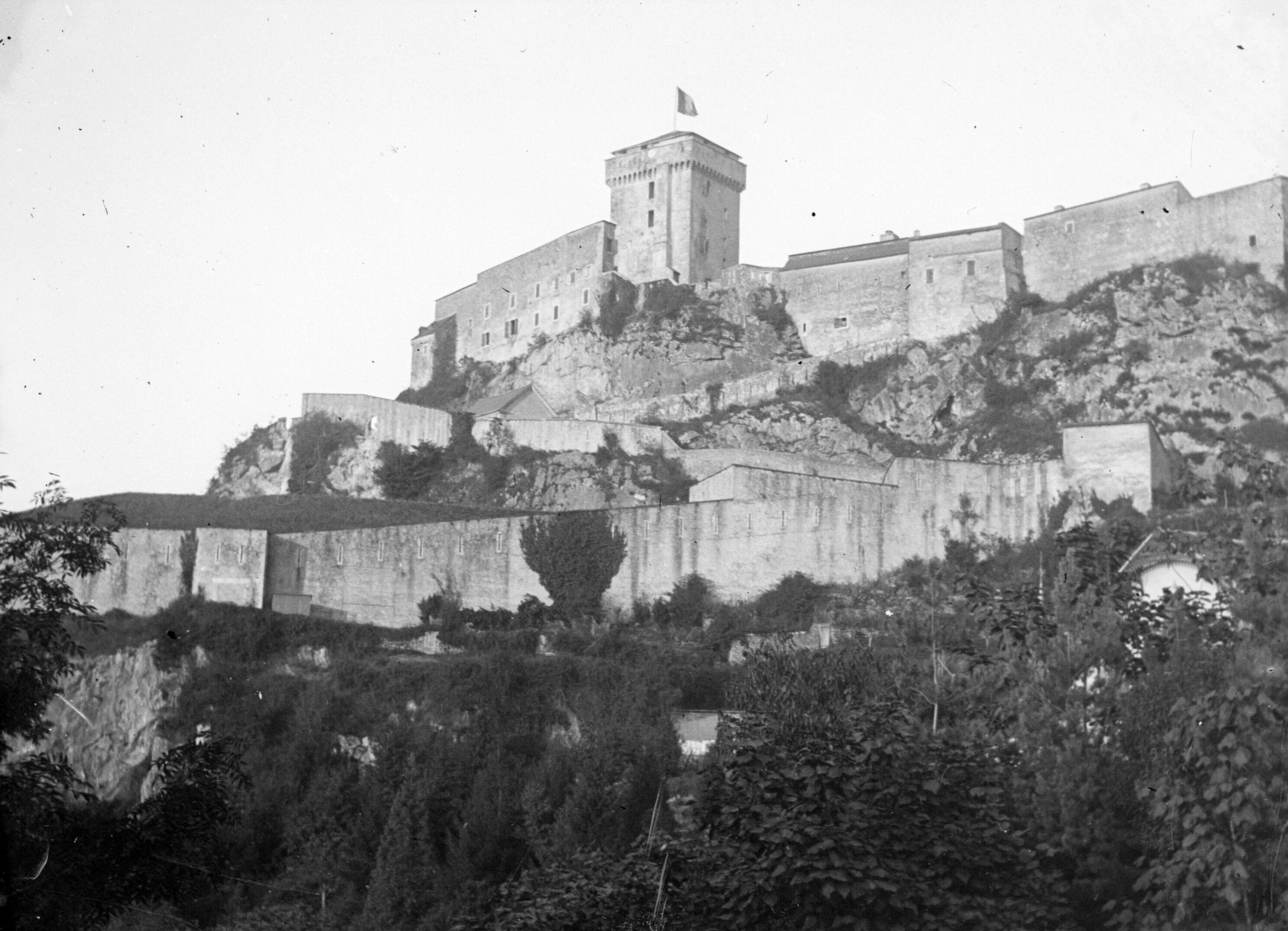
La citadelle, Lourdes, 1898
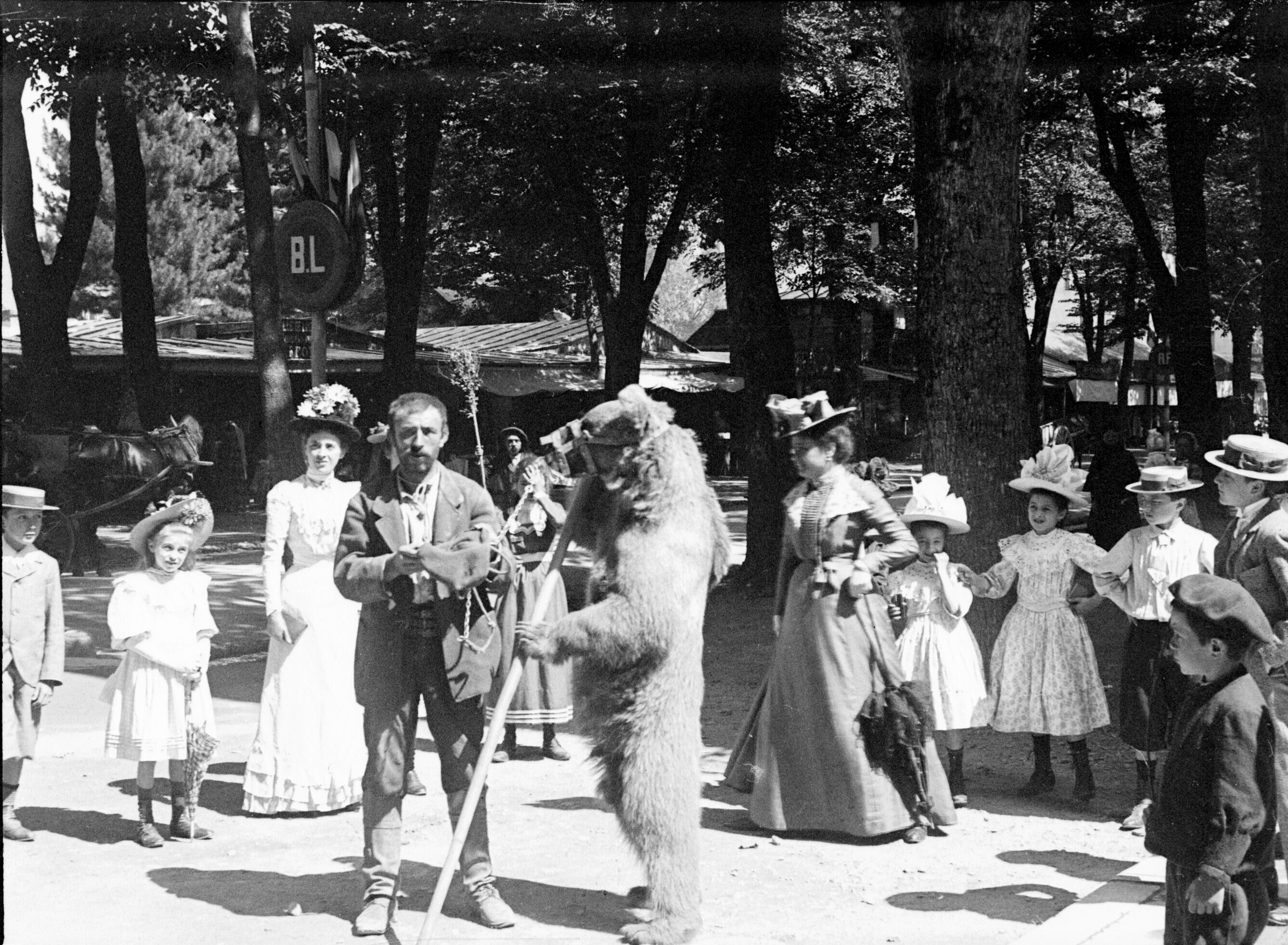
Ours, Luchon, 1900
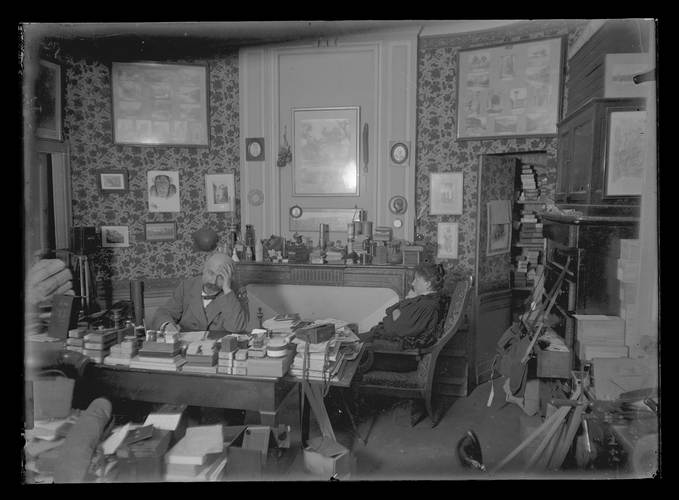
Eugène Trutat a Caroline v kanceláři, asi 1898
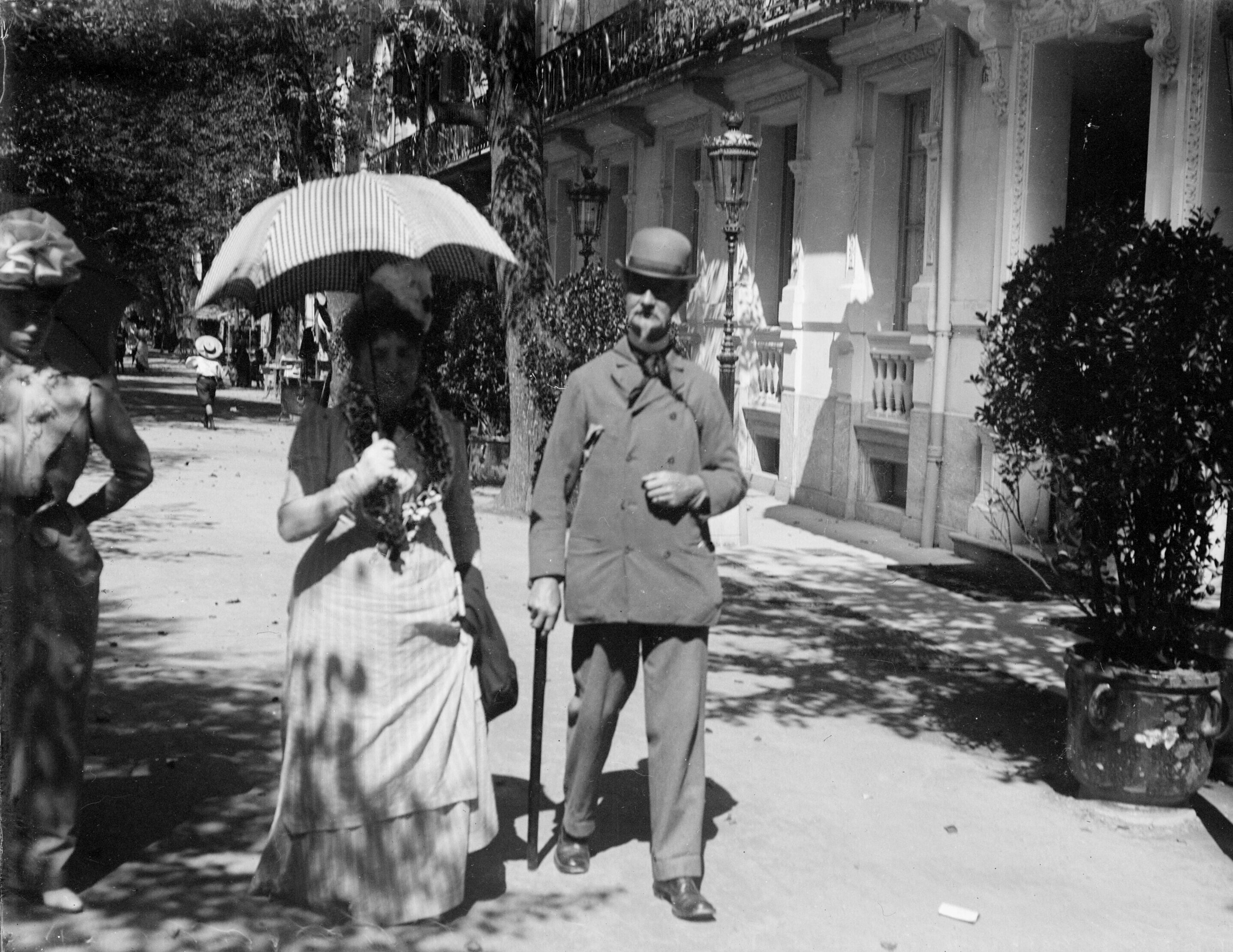
M. Russel, Caroline, Luchon, allée d'Etigny, 1899
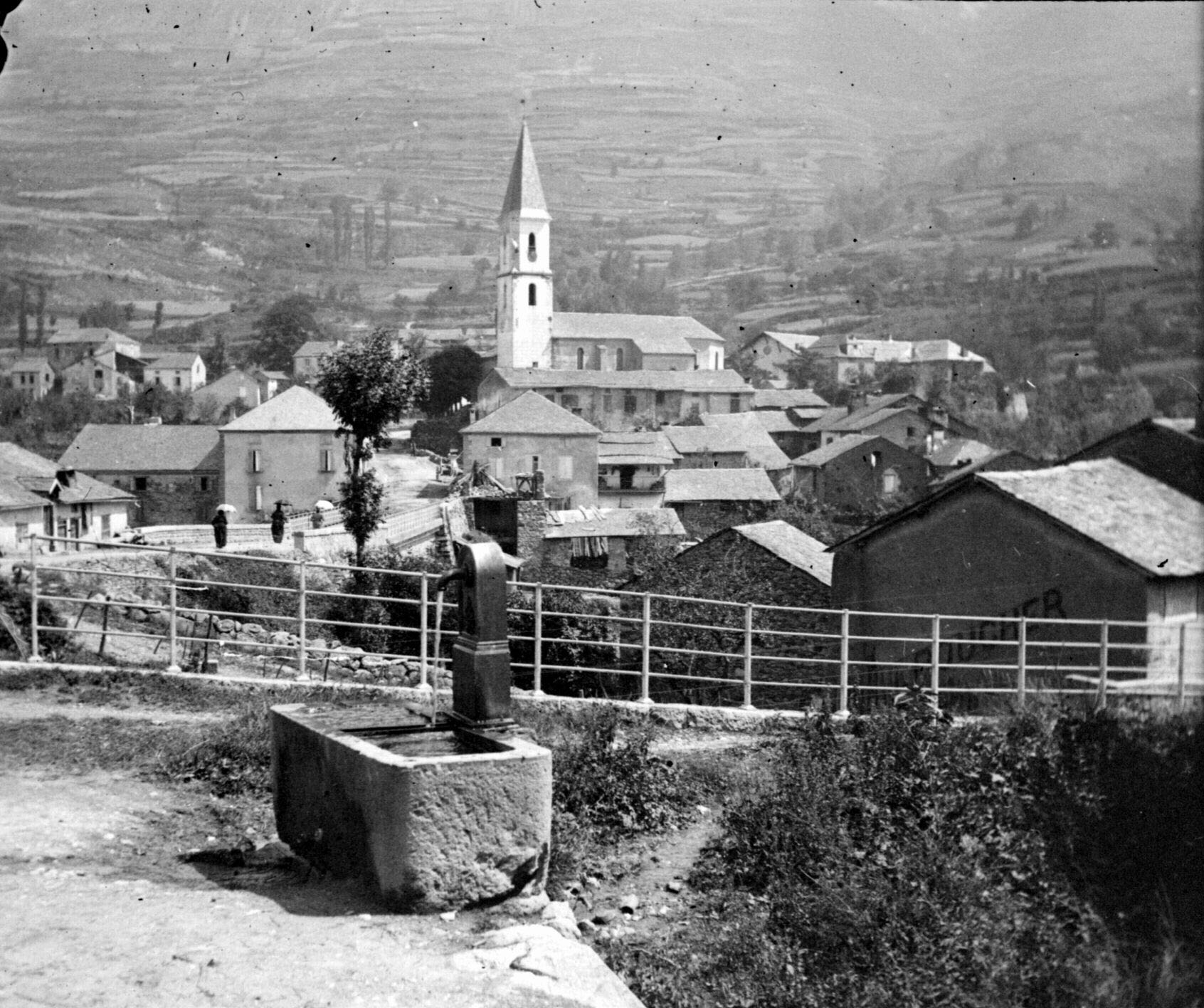
Luzenac, Ariège, 1900
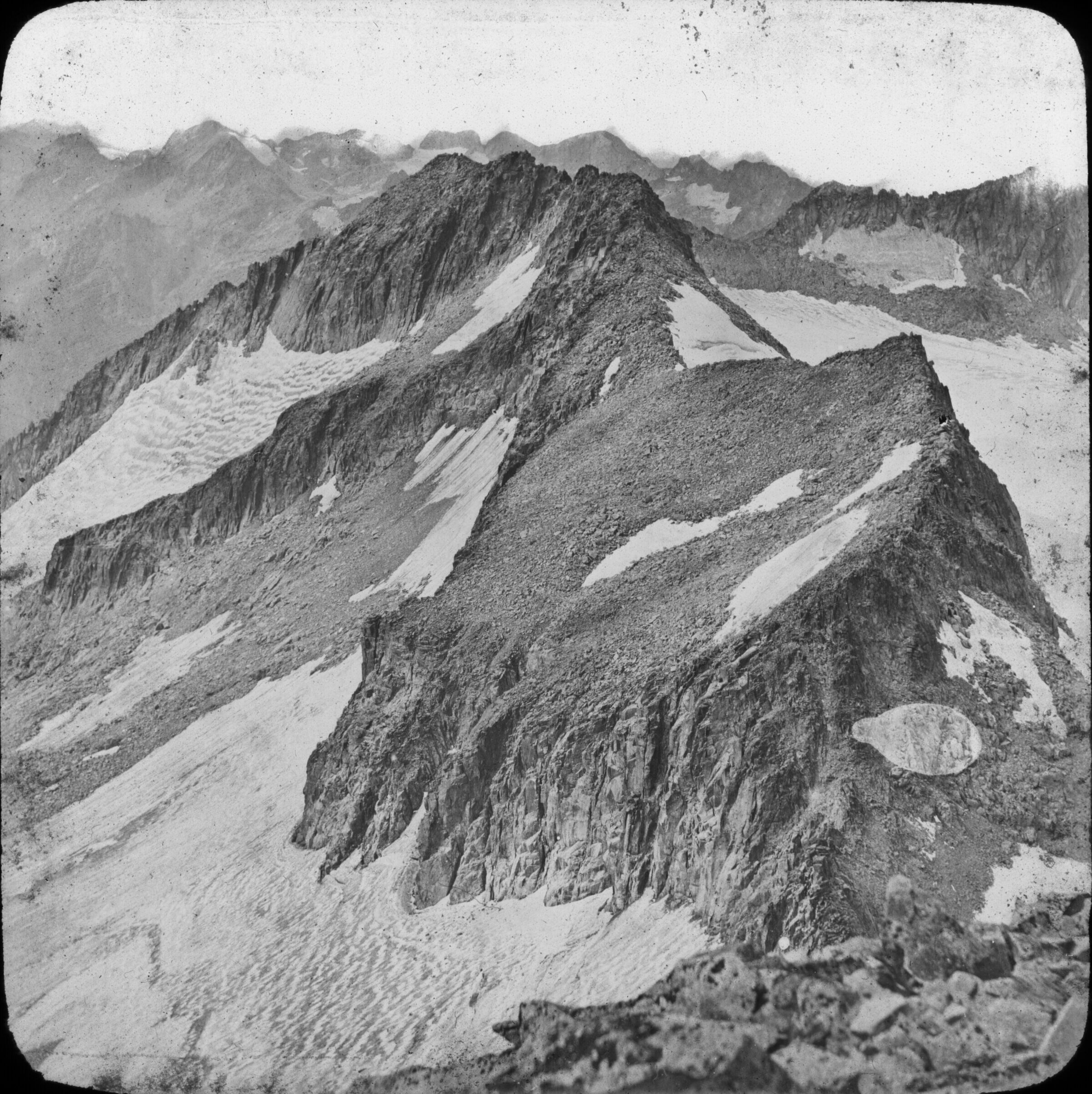
Le port de Venasque, Luchon, 1875
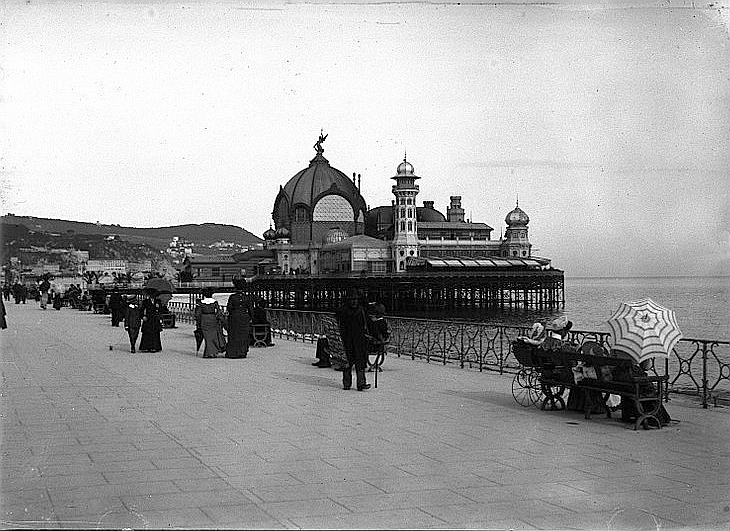
Casino et Promenades des anglais, Nice, 1904
Grand Palais, Exposition Universelle de 1900, Paris
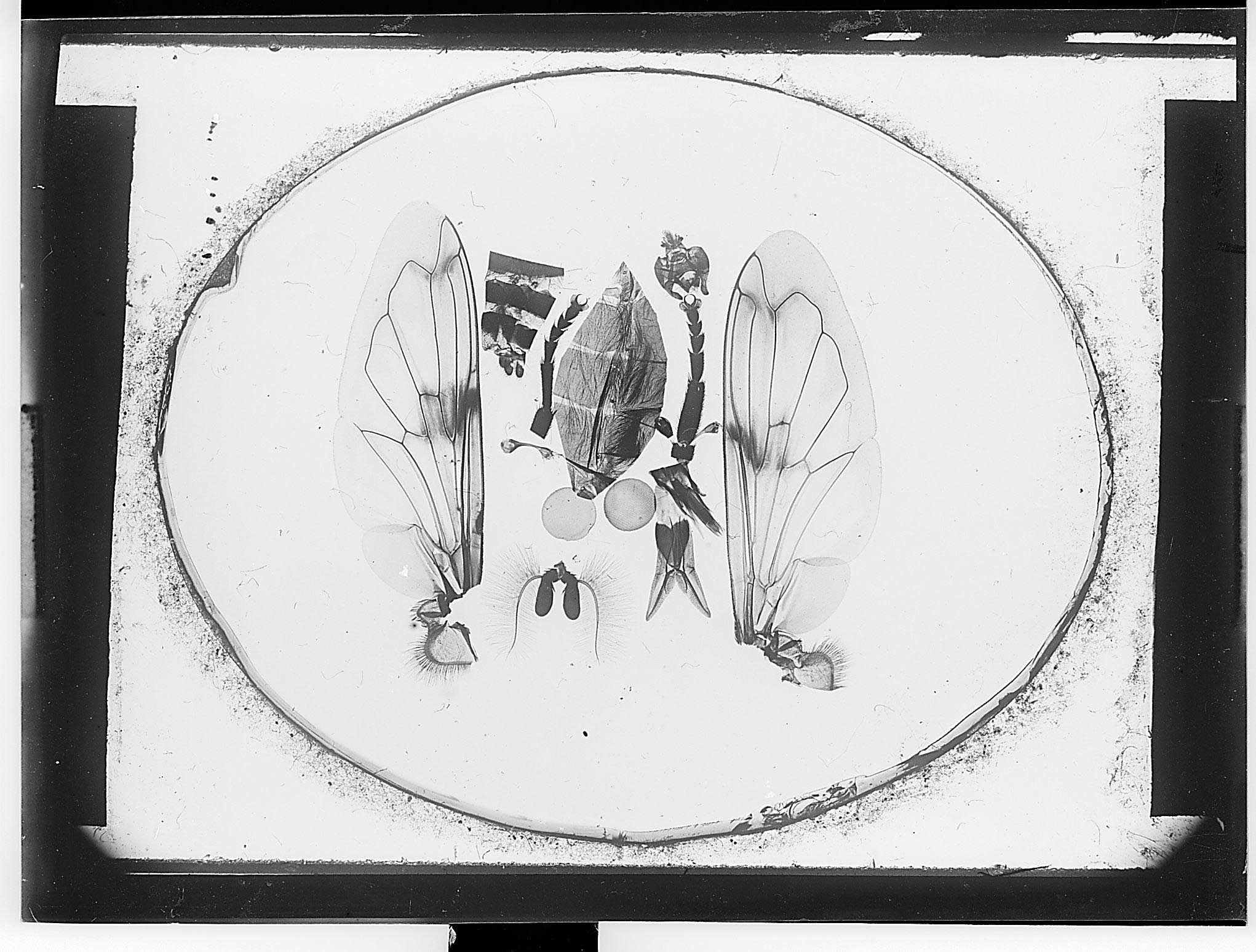
Pièces anatomiques d'un diptère, sans date
Paris, Exposition Universelle 1900
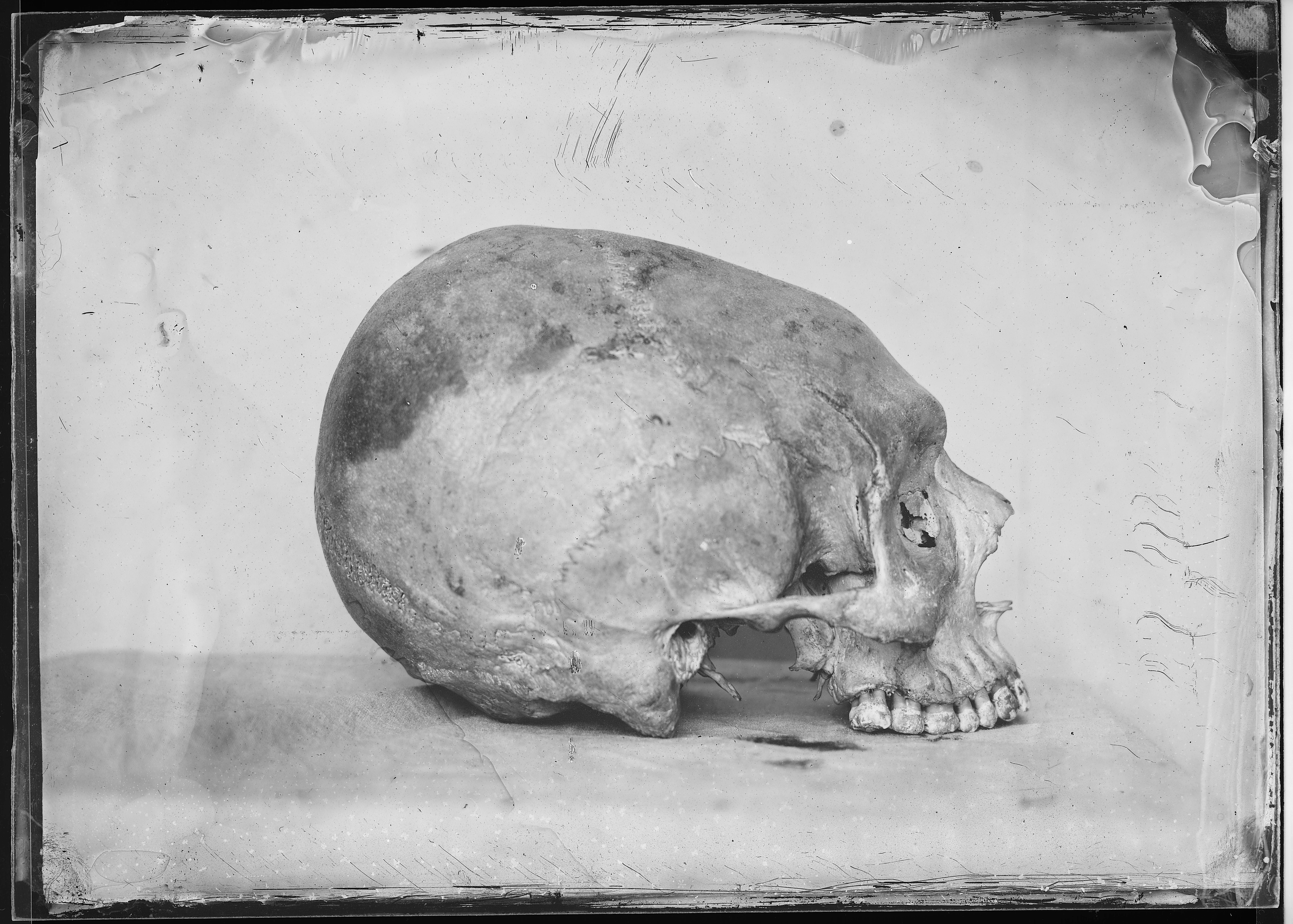
Crâne déformé, Muséum de Toulouse
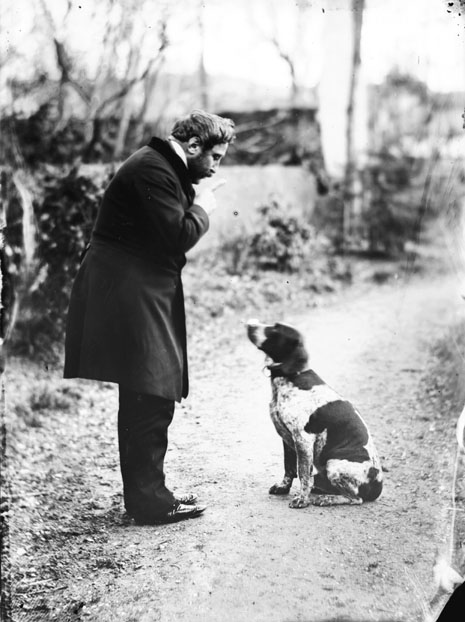
Mon oncle, 1859